# Centro de Visitantes Las Salinas

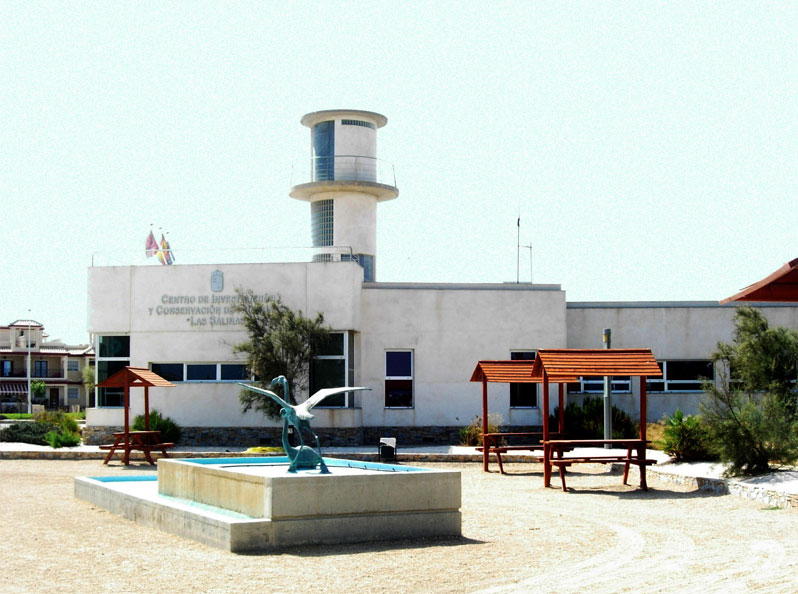
Vista trasera.

El Centro de Visitantes "Las Salinas", antes conocido como el Centro de Investigación y Conservación de los Humedales "Las Salinas" se encuentra situado a la entrada del parque natural de las Salinas y Arenales de San Pedro del Pinatar. Este centro se creó en 2002, pero fue remodelado en 2023.
Está enfocado a la educación ambiental, por lo que organiza visitas de grupos escolares y público en general al parque natural y cuenta con salas de exposiciones en las que se encuentran paneles didácticos sobre los humedales y el trabajo que se realiza en las salinas.

Depende de la Región de Murcia y además se encarga de realizar investigaciones sobre los humedales del Mar Menor y de proponer medidas para su conservación. En este marco participa entre otros en el proyecto europeo Migratory Birds for People (Aves migratorias para la gente), junto a una red que se extiende por Noruega, Países Bajos, Bélgica, Reino Unido, Francia, Alemania, Finlandia, Rusia y Dinamarca. En España participan además el parque natural Aiguamolls del Ampurdán, el parque natural del Delta del Ebro y el Parque Nacional de Doñana.